# Мой братишка из Сенегала
«Мой братишка из Сенегала» — французский кинофильм.

## Сюжет
Красавица Аннета любит сильных мужчин, похожих на героев приключенческих фильмов. Влюблённый в неё фотограф Жюль Пенсон, желая завоевать её сердце, убедил её, что имеет брата-близнеца Цезаря, который занимается охотой на львов. Пригласив мнимого брата к себе, он начинает выдавать себя за него. Смелый охотник сразу покорил Аннету. Всё идёт прекрасно, пока не наступает момент, когда Цезарь встречается со львом и должен проявить смелость...

## Интересные факты
- Луи де Фюнес исполняет роль доктора в двух эпизодах.